# سفارة هولندا في واشنطن العاصمة
سفارة هولندا في الولايات المتحدة هي التمثيلية الرسمية وسفارة هولندا في الولايات المتحدة.

## مقالات ذات صلة
- سفارة كوريا الجنوبية في واشنطن العاصمة
- سفارة إندونيسيا في واشنطن العاصمة
- سفارة إيطاليا في واشنطن العاصمة